# Popova (possiólok)
Popova - Попова (rus) - és un poble (possiólok) del krai de Primórie, a l'Extrem Orient de Rússia, que en el cens del 2010 tenia 1.073 habitants.